# عبد الحليم سعدلاييف
عبد الحليم سلاموفيتش سعدلاييف (الشيشانية: Садулин Абусаламин кант Абдулхалим، الروسية: Абдул-Халим Саламович Сайдулаев) (2 يونيو 1966 – 17 يونيو 2006) هو الرئيس الرابع للجمهورية الشيشانية لإشكيريا. خدم سعدلاييف ما يزيد قليلا عن عام كامل رئيسا قبل أن يقتل في معركة بالأسلحة النارية مع آف آس بي والقوات الشيشانية الموالية لروسيا.

## حياته

### مصرعه
وفي عام 2003 اعتقلت القوات الخاصة الروسية زوجة عبد الحليم حيث أخذتها رهينة وتعرضت لتعذيب حتى تدل على مكان زوجها إلا إنها رفضت ذلك وتوفيت جراء التعذيب.

## الوصلات الخارجية
- الرئيس الجديد للشيشان الشّيخ الشّيشان عبد الحليم: من هو؟, Kavkaz Center, 13 مارس 2005
- نداء رئيس سي إتش آر آي عبد الحليم سعدلاييف, Chechenpress, March 3, 2006
- Profile: الثائر الشيشاني سعدلاييف، بي بي سي نيوز, 17 جوان 2006
- Obituaries: Abdul-Khalim Sadulayev, Chechen separatist leader, ذي إندبندنت, جوان 19, 2006

| سبقه أصلان مسخادوف | جمهورية الشيشان إشكيريا 2005–2006 | تبعه دوكو عمروف |